# Кислотно-основні індикатори
Кисло́тно-осно́вні індика́тори (рос. кислотно-основной индикатор, англ. acid-base indicator) — хімічні індикатори, що є барвниками і здатні різко змінювати своє забарвлення у реакціях нейтралізації в точці еквівалентності або поблизу неї (в дуже вузьких межах рН біля кислотного рКа при переході з кислотного середовища в лужне і навпаки), оскільки кислотна й осно́вна форми таких індикаторів мають чітко відмінні кольори.